# Friedrichsberg (Berlin)

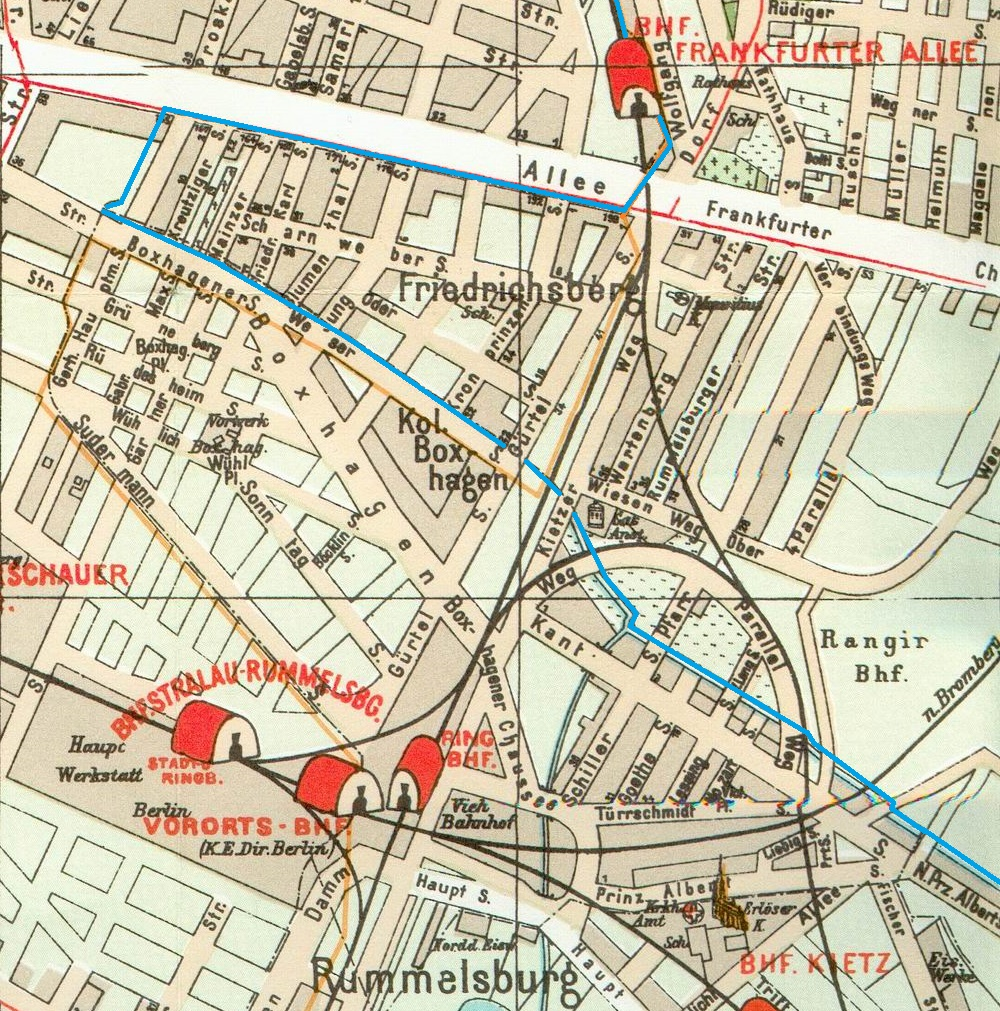
Friedrichsberg auf einem Stadtplan von 1902; die blaue Linie markiert die Grenze der damaligen Gemeinde Lichtenberg

Friedrichsberg bezeichnet ein historisches Stadtviertel beiderseits der heutigen Grenze zwischen den Berliner Ortsteilen Friedrichshain und Lichtenberg.

## Lage
Friedrichsberg grenzte im Süden an die Kolonie Boxhagen, bis 1912 Teil der Gemeinde Boxhagen-Rummelsburg. Die Grenze verlief an der Boxhagener Straße und Weserstraße. Im Norden bildete die Frankfurter Allee die Grenze. Im Westen endete Friedrichsberg an der  Niederbarnimstraße und im Osten etwa an der heutigen Schulze-Boysen-Straße.

## Geschichte

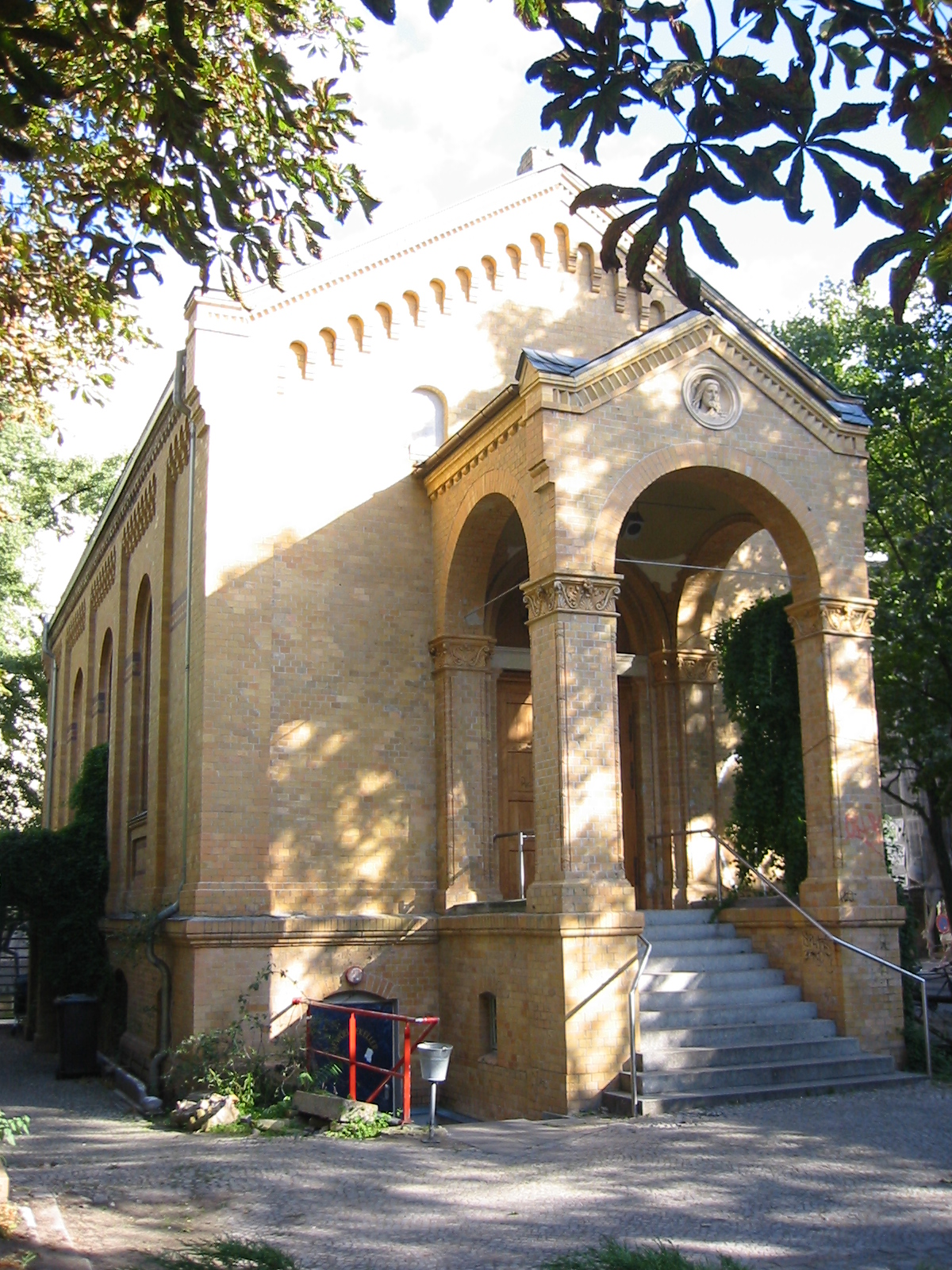
Friedhofskapelle und ehemalige Verheißungskirche

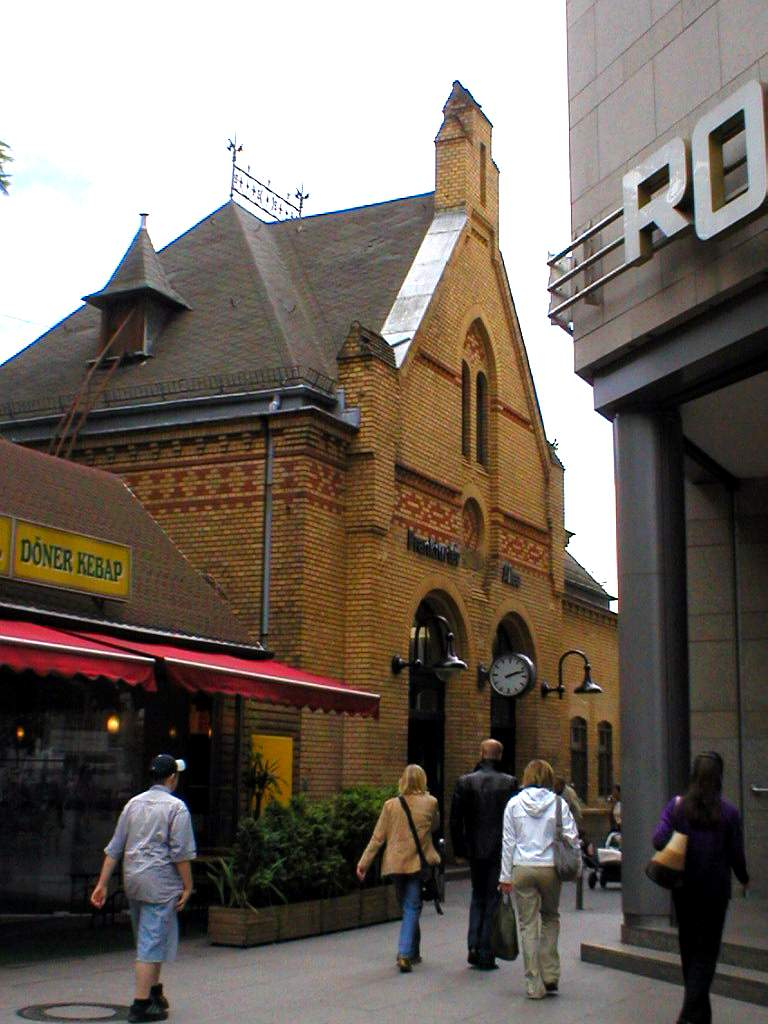
Der ehemalige Bahnhof Friedrichsberg, heute: Bahnhof Frankfurter Allee

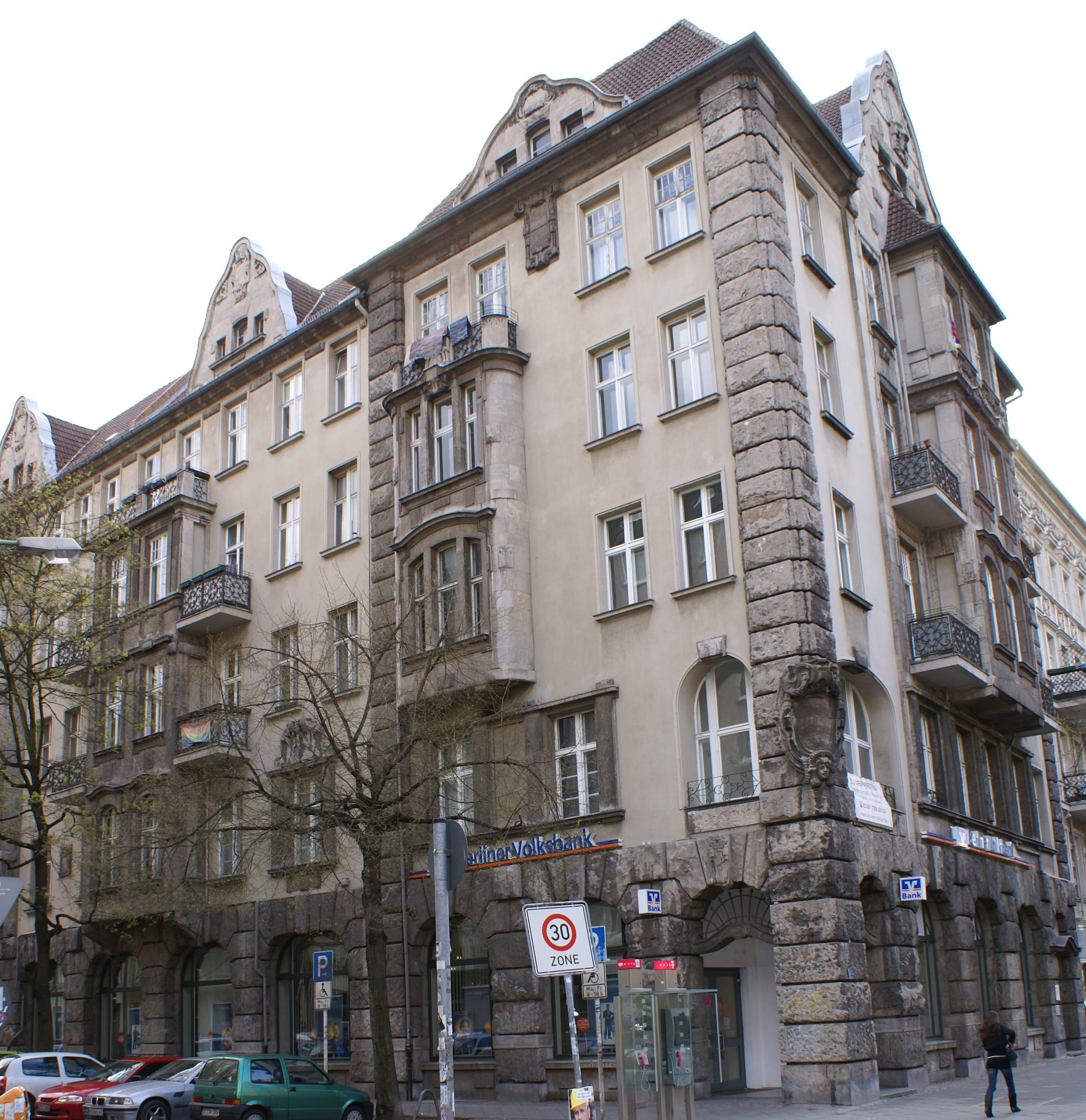
Ehemaliges Geschäftshaus Friedrichsberger Bank, 2008

Mit königlicher Unterstützung wurde Friedrichsberg um 1770 als Kolonie auf der Lichtenberger Feldmark gegründet. Zunächst wurden hier böhmische und hugenottische Kolonisten angesiedelt. Über 100 Jahre wurde das Bild Friedrichsbergs vor allem von Gärtnereien geprägt.
Im Jahre 1867 wurde auf Friedrichsberger Gebiet der Friedhof der Berliner Georgen-Parochial-Gemeinde angelegt. Zwölf Jahre später wurde die noch heute dort stehende Kapelle errichtet.
Am 12. November 1877 nahm das erste deutsche Telegrafenamt mit Fernsprechbetrieb im Friedrichsberger Postamt in der Jungstraße 1 seinen Betrieb auf.
Nach Vorgaben des Bebauungsplan von James Hobrecht entstanden in Friedrichsberg zur Wende zum 20. Jahrhundert typische Berliner Mietskasernen im Stil der Neorenaissance. Zu Beginn der Bebauung lebten nur rund 3.000 Menschen in Friedrichsberg. Innerhalb weniger Jahre wuchs die Bevölkerung auf etwa 20.000 Einwohner an. Am 1. Mai 1872 wurde der Bahnhof Friedrichsberg eröffnet, 1889–1891 wurde er etwas nördlicher neu gebaut und später in Bahnhof Frankfurter Allee umbenannt. 1891/1892 wurde in Friedrichsberg die katholische Lichtenberger Pfarrkirche St. Mauritius erbaut.
Lichtenberg, zu dem Friedrichsberg gehörte, erhielt 1907 das Stadtrecht. Zu diesem Zeitpunkt lebten in Friedrichsberg über 40.000 und in den anderen Teilen Lichtenbergs etwa 25.000 Menschen. Der Name Friedrichsberg verschwand aus den offiziellen Dokumenten.
Lichtenberg – und somit auch das damalige Friedrichsberg – wurde 1920 Teil von Groß-Berlin, Friedrichsberg gehörte zunächst vollständig zum Bezirk Lichtenberg. Mit der Neugliederung der Berliner Verwaltungsbezirke am 1. April 1938 wurde das vormalige Friedrichsberg entlang der Trasse der Ringbahn zwischen Friedrichshain (damals: Horst-Wessel-Stadt) und Lichtenberg aufgeteilt und verschwand damit endgültig aus dem Bewusstsein der Berliner.
Mit der Berliner Bezirksreform im Jahr 2001 wurden die Bezirke Friedrichshain und Kreuzberg zusammengelegt. Friedrichsberg war ein Kandidat für den Namen dieses neuen Bezirks.
Bei den preußischen Volkszählungen wurden separate Einwohnerzahlen für Friedrichsberg erhoben:
| Jahr | Einwohner | Quelle |
| ---- | --------- | ------ |
| 1858 | 00.483    | [ 3 ]  |
| 1871 | 02.065    | [ 4 ]  |
| 1885 | 13.822    | [ 5 ]  |
| 1895 | 24.810    | [ 6 ]  |
| 1907 | 41.993    | [ 2 ]  |
| 1913 | 55.116    | [ 7 ]  |

## Spuren
Die kleine Friedrichsberger Straße in der Nähe des Strausberger Platzes erinnert noch an diese Siedlung, liegt aber nicht im ehemaligen Friedrichsberg. Die Friedrichsberger Bank errichtete 1905 ein repräsentatives Geschäftshaus in der Finowstraße 1 und hatte dort bis 1943 ihren Sitz. Dieses Haus steht heute unter Denkmalschutz.
Im Jahr 2010 wurde das 1907 in der Friedrichsberger Scharnweberstraße errichtete Schulgebäude  als Offene Ganztagsschule neu eröffnet. Bis zu ihrer Schließung 1999 trug die Schule den Namen Friedrichsberger Grundschule.  Das Gebäude ist im Wesentlichen in seinem ursprünglichen Zustand erhalten. Seit Anfang 2017 trägt die Schule den Namen Jane-Goodall-Grundschule.